# جيك إليوت
جيك إليوت (بالإنجليزية: Jake Elliott)‏ هو لاعب كرة قدم أمريكية أمريكي، ولد في 21 يناير 1995 في وسترن سبرينغ في الولايات المتحدة.

## وصلات خارجية
- جيك إليوت على موقع مرجع كرة القدم المحترفة.كوم (الإنجليزية)